# Molnár Dénes (grafikus)
Molnár Dénes (Vadasd, 1947. július 22. – Marosvásárhely, 2000. február 19.) erdélyi magyar grafikus.

## Élete és munkássága
Középiskolai tanulmányait a marosvásárhelyi Művészeti Líceumban végezte 1966-ban, a bukaresti Nicolae Grigorescu Képzőművészeti Főiskolán szerzett diplomát 1975-ben. Marosvásárhelyen a Művészeti Líceum tanára volt. Rajzi egyszerűségre törekvő társadalmi és politikai töltetű szatirikus munkáival számottevő sikert aratott hazai és nemzetközi kiállításokon (huMOL szótár, 1977). Írásaiban, kritikáiban a karikatúra műfajának sajátosságaival, társadalmi hatékonyságával, esztétikájával foglalkozott. Marosvásárhelyen több alkalommal szervezett országos humorgrafikai tárlatot.
Más jellegű munkáiban (kompozíciók, tájképek, irodalmi művekből ihletődött szimbolikus alkotások) sorozatok kialakítására törekedett. Képciklusai és önálló grafikai lapjai sokszorosító technikákban – kőnyomatban, rézkarcban, fametszetben – készültek (Dózsa; Ady; Bolyai; József Attila; Etnográfia; Bálvány). Készített könyvillusztrációkat és ex libriseket. Dolgozott pasztellben is.
1973-tól karikatúráival, grafikai lapjaival nemzetközi kiállításokon is szerepelt (Ancona, Szófia, Szkopje, Ljubljana, Berlin, Moszkva, Tokió, Amszterdam, Angoulême, Brno). Kiállítási díjai: Ancona (1976); Vászló (1978, 1982); Szucsáva (1979); Marosvásárhely (1978, 1980, 1982); Costinești (1981, 1982, 1983).
Önálló kötete: huMOL szótár, Bukarest, 1977.